# Educación formal
La educación formal es un concepto que se utiliza para definir a todo proceso de enseñanza y aprendizaje impartido por los establecimientos educativos oficiales de una sociedad, se encuentran jerárquicamente estructurados y graduados cronológicamente, en estos se incluyen escuelas, colegios, institutos y universidades, entre otros centros de enseñanza. Abarcando desde la educación básica  (educación preescolar, educación primaria y educación secundaria), la educación media superior y la educación superior, que conlleva una intención determinada y sistemática que se concreta en un currículo oficial, aplicado con calendario y horario definidos.
La educación formal es aquella educación institucionalizada, intencionada y planificada por organizaciones públicas y organismos privados acreditados para ello que, en su conjunto, constituyen el sistema educativo formal del país. Por definición, los programas de la educación formal y las correspondientes certificaciones son reconocidos oficialmente.
El componente principal de la educación formal es la educación inicial, definida como aquella destinada a niños, adolescentes y jóvenes adultos antes de su incorporación al mercado laboral, y que está constituida por programas educativos a tiempo completo, integrados en itinerarios continuos e impartidos por entidades específicas para este tipo de educación. También incluye la educación, destinada a cualquier edad, en la que el contenido de los programas o las certificaciones resultantes son equivalentes a los de la educación inicial.

## Alcance
Las características principales de la educación formal son que:  
- Se produce en un espacio determinado y un tiempo completo.
- Hace uso del plan de estudios para determinar los contenidos a enseñar.
- La didáctica se ve envuelta en este tipo de educación.
- Al finalizar positivamente cada etapa correspondiente, se recibe un título o diploma. Un ejemplo sería la educación reglada de las escuelas.

La escolarización ayuda a aumentar la oferta educativa y potencializar su carácter educativa, significa ampliar el acceso a la enseñanza.

## Educación Básica
Es aquel ámbito de la educación que tiene carácter intencional, planificado y regulado, que abarca desde los primeros años de educación infantil hasta el final de la educación secundaria y que su obligatoriedad hace que siga en proceso la escolarización. 
Ventajas:
- Se lleva un calendario de estudios.
- Se planifican los contenidos a enseñar.
- Se tienen evaluaciones.
- Existen plazos a cumplir.
- Se trata de tener un ambiente adecuado para la población estudiantil.
- Un solo docente puede enseñar a un grupo numeroso de educandos.

Desventajas:
- No hay recuperación de tiempo perdido.
- No existe una retroalimentación de todos los temas que no se pudieron ver con anterioridad.
- No hay prórroga para las evaluaciones.
- Requiere de mucha disciplina para poder llevar a cabo las actividades en las fechas calendarizadas.
- Se requiere de mucho tiempo para elaborar las planificaciones.
- Es necesario tener una supervisión de los contenidos que se han impartido.
- El currículum no atiende las necesidades exactas de la institución educativa.

## Educación básica en México

#### Educación preescolar
También llamada educación inicial, abarca generalmente de los 3 años hasta los 6 años. En México se estableció su obligatoriedad en el 2002. En este nivel, se hace especial énfasis en habilidades motrices, vocabulario, y gustos que tiene el infante.

#### Educación primaria
Después de la educación inicial, sigue la enseñanza primaria, que comprende generalmente de los 6 años a los 12 años. En México se hizo obligatoria en 1867 con la expedición de la Ley Orgánica de la Instrucción Pública por parte del presidente Benito Juárez. En este nivel se hace énfasis en desarrollar una mejor lectura y escritura, además de promocionar el pensamiento matemático y conceptos sobre artes.

#### Educación secundaria
También llamada educación media, comprende de los 12 años a los 15 años, además que es una etapa transitoria a la educación media superior. Se establece su obligatoriedad en 1993 gracias a una reforma al tercero constitucional.

## Educación Media Superior (EMS)
Es la continuación de la educación básica, en donde se pretender formar a personas con conocimientos y habilidades las cuales les permitan tener un mejor desarrollo en sus estudios superiores o en el trabajo, incluso a lo largo de su vida, además de adquirir actitudes y valores. 
Según en el artículo 43° de la ley general de educación, menciona que en dicha educación "se ofrece una formación en la que el aprendizaje involucre un proceso de reflexión, búsqueda de información y apropiación del conocimiento, en múltiples espacios de desarrollo."
Por su parte, la Organización para la Cooperación y el Desarrollo Económico (OCDE) destaca que este tipo de educación tiene una relevancia dentro de un entorno con condiciones sociales y económicas cambiantes, dado que es el último nivel de educación formal que las personas llegan alcanzar. De tal forma, la EMS hace énfasis en asegurar que la formación que reciban los jóvenes les otorgue habilidades mínimas necesarias para el empleo y la capacitación, así como para el acceso a niveles educativos superiores.

### Modalidades de la educación media superior[4]
- Bachillerato general.
- Bachillerato tecnológico.
- Profesional técnico.

## Educación Superior
La educación superior es aquella que contempla la última fase del proceso de aprendizaje académico, es decir, aquella que viene luego del bachillerato o de su equivalente. Esta es impartida en las universidades o institutos superiores y tiene una duración mínima de tres años, pudiéndose extender unos años más. La enseñanza que ofrece la educación superior es a nivel profesional con la finalidad de que los estudiantes adquieran conocimientos específicos para después poder entrar al campo laboral. En ella se estudian un conjunto de asignaturas consideradas como obligatorias y otras consideradas optativas, con el propósito de ejercer una profesión que esté asociada con ellas.

## Otra definición
Es la que se transmite en instituciones educativas, y se caracteriza por ser sistematizada, y por tener una organización curricular.
"...Se imparte en establecimientos educativos aprobados, en una secuencia regular de ciclos lectivos, con sujeción a pautas curriculares progresivas, y conducente a grados y títulos..."(Sarramona 1989).